# Balingoan
Balingoan is een gemeente in de Filipijnse provincie Misamis Oriental op het eiland Mindanao. Bij de laatste census in 2007 had de gemeente ruim negenduizend inwoners.

## Geografie

### Bestuurlijke indeling
Balingoan is onderverdeeld in de volgende 16 barangays:
| - Baybay - Benigwayan - Calatcat - Lagtang - Lanao - Loguilo - Lourdes - Lumbo | - Molocboloc - Poblacion - Sampatulog - Sungay - Talaba - Taparak - Tugasnon - Tula |

## Demografie
Balingoan had bij de census van 2007 een inwoneraantal van 9.021 mensen. Dit zijn 824 mensen (10,1%) meer dan bij de vorige census van 2000. De gemiddelde jaarlijkse groei komt daarmee uit op 1,33%, hetgeen lager is dan het landelijk jaarlijks gemiddelde over deze periode (2,04%). Vergeleken met de census van 1995 is het aantal mensen met 1.473 (19,5%) toegenomen.

De bevolkingsdichtheid van Balingoan was ten tijde van de laatste census, met 9.021 inwoners op 57,8 km², 156,1 mensen per km².